# Cefalonia
Cefalonia (în greacă Κεφαλληνία, transliterat: Kephalinia) este o prefectură greacă, și o insulă aflată în Marea Ionică. Insula Itaca, aflată în nord-estul insulei Cefalonia, aparține aceleiași prefecturi.
Din insula Cefalonia este originar bunicul marelui dramaturg român Ion Luca Caragiale, pe nume Ștefan, și tatăl lui Panait Istrati.

## Municipalități și comunități
| Municipalitate | Cod YPES | Reședință (dacă e diferită) |
| -------------- | -------- | --------------------------- |
| Argostoli      | 2701     |                             |
| Eleios-Pronnoi | 2702     | Pastra                      |
| Erisos         | 2703     | Vasilikiades                |
| Ithaca         | 2704     | Vathy                       |
| Leivathos      | 2705     | Kerameies                   |
| Paliki         | 2707     | Lixouri                     |
| Pylaros        | 2708     | Agia Effimia                |
| Sami           | 2709     |                             |
| Comunitate     | Cod YPES | Reședință (dacă e diferită) |
| Omala          | 2706     | Valsamata                   |